# Wava Stürmer
Wava Regina Stürmer, född Andersson den 2 oktober 1929 i Boma i dåvarande Belgiska Kongo (nuvarande Kongo-Kinshasa), död 6 november 2022, var en finlandssvensk författare och sångtextförfattare.
Stürmer var dotter till entreprenören Viktor Andersson, som drev en isfabrik i Boma, och Elsa Fallenius. Hon växte upp i Österbotten, utbildade sig till merkonom vid Vasa handelsinstitut och arbetade en tid som bokförare. Hon debuterade som författare 1955 och utvecklade sig till en produktiv författare inom såväl lyrik som romaner, barn- och ungdomsböcker och dramatik som väckte uppmärksamhet långt utanför Österbotten, inte minst i Sverige. 
Stürmers diktsamling Bevingad vardag (1955) skildrar en kvinnas livssituation och hon fortsatte att ha ett stort engagemang för kvinnors villkor. Hon fick stor betydelse för kvinnorörelsen, även i Sverige, och skrev texterna till sångerna "Vi är många" och "Eva Maria Andersson", vilka tonsattes av Gunnar Edander, utgavs på det svenska musikalbumet Sånger om kvinnor (1971) och även publicerades i Sångbok för kvinnor (1973). Hon skrev också texten till sången I vårt samhälle, utgiven på Fickteaterns musikalbum Allt växer till det hejdas (1971). Hon skrev även musikal- och kabarétexter, bland annat för Wasa Teater och Lilla Teatern i Helsingfors. Hon debuterade som romanförfattare 1967 med detektivromanen Ro, ro till Dödmansskär, vilken utgavs i Finland först efter att den utgivits av Albert Bonniers förlag i Sverige och blivit prisbelönt. 
Stürmer hade även stor betydelse för andra österbottniska författare; i sin skrivarstuga på Hamngatan i Jakobstad samlade hon på 1960-talet en grupp litteraturintresserade och aktiva skrivare som ofta besöktes av författare från andra nordiska länder. Hon var senare engagerad i Kvinnoskribentgruppen i Österbotten och medverkade i starten av Författarnas andelslag, som fick stor betydelse för nya författares möjligheter att publicera sig. Hon var ordförande i Svenska Österbottens litteraturförening 1972–1975. På 1970-talet var hon också medlem i Vasa läns konstkommission och styrelsemedlem i Finlands dramatikerförbund, därtill ledamot av statens litteraturkommission 1992–1994. 
Hon tilldelades Längmanska kulturfondens Finlandspris till finlandssvenska författare 1989 och Choraeuspriset av Olof och Siri Granholms stiftelse år 2014. Hon ingick 1950 äktenskap med disponent Åke Stürmer.